# 皮利普·奧爾利克
皮利普·斯特潘諾維奇·奧爾利克（羅馬化：Pylyp Stepanovych Orlyk；1672年10月21日 [儒略曆10月11日] —1745年5月24日），扎波罗热哥萨克族长、流亡黑特曼、外交官、秘书和酋长伊万·马泽帕的亲密伙伴，佩利普·奧爾雷克憲法攥寫者。